# 鎌田屋商店
有限会社鎌田屋商店（かまたやしょうてん）は、青森県弘前市にある水産加工品製造業及び海産物問屋。
- 数の子醤油漬け『つがる漬®』のメーカーで知られている。

## 沿革
- 1919年 - 弘前市和徳町にて創業。
- 1950年 - 有限会社鎌田屋食料品店として法人化、数の子醤油漬の製造を始め、商品名「つがる漬」と命名する。
- 1984年 - 有限会社鎌田屋商店に商号変更。
- 2003年 - 青森銀行が、県内の産業・学術・文化などの振興に貢献した個人・団体に贈られる「第11回あおぎん賞」を受賞。

## 主要商品
- つがる漬
- デラックスつがる漬
- 金つがる漬　など

## 販売網
- つがる漬は弘前市和徳町にある店舗の他、県内の主要スーパー・鮮魚店（いずれも、特に津軽エリア）などでも購入できる。